# Quelneuc
Quelneuc (en bretón Kelenneg) era una comuna francesa situada en el departamento de Morbihan, de la región de Bretaña, que el 1 de enero de 2017 pasó a ser una comuna delegada de la comuna nueva de Carentoir al fusionarse con la comuna de Carentoir.

## Demografía
| Gráfica de evolución demográfica de Quelneuc entre 1901 y 2014 |
|                                                                |

Los datos demográficos contemplados en este gráfico de la comuna de Quelneuc se han cogido de 1800 a 1999 de la página francesa EHESS/Cassini, y los demás datos de la página del INSEE.